# NGC 6097
NGC 6097 ist eine 13,9 mag helle linsenförmige Galaxie vom Hubble-Typ S0-a im Sternbild Nördliche Krone. Sie wurde am 7. Juni 1880 von Édouard Stephan entdeckt.